# Nüydi
Nüydi är en ort i Azerbajdzjan.   Den ligger i distriktet Şamaxı, i den centrala delen av landet, 110 km väster om huvudstaden Baku. Nüydi ligger 750 meter över havet och antalet invånare är 632.
Terrängen runt Nüydi är huvudsakligen kuperad. Nüydi ligger uppe på en höjd. Närmaste större samhälle är Shamakhi, 11,5 km norr om Nüydi. 
Trakten runt Nüydi består till största delen av jordbruksmark. Runt Nüydi är det ganska glesbefolkat, med 31 invånare per kvadratkilometer.